# Њурбински рејон
Њурбински рејон или Њурбински улус (рус. Нюрбинский район) је један од 34 рејона Републике Јакутије у Руској Федерацији. Налази се на западу Јакутије и један је од главних индустријских, културних и административних средишта Републике. Заузима површину од 52.400 км². 
Највеће насеље у рејону и административни центар је насеље Њурба (рус.Нюрба). 
Сматра се да је на мјесту садашњег насеља Њурба некад постојало језеро које је настало одвајањем воде од ријеке Виљуј. Према локалним легендама, те модерним етнографских истраживањима, Јакути који су први населили овај рејон води поријекло од хангајских племена, из Хангајског рејона. 
Укупан број становника је 14.334 (2010).
Најбројнији становници су Јакути (82%), те Руси, Евени и Евенки.